# Mačkovci
Mačkovci este o localitate din comuna Puconci, Slovenia, cu o populație de 217 locuitori.